# Kościół Zbawiciela w Jeleniej Górze-Cieplicach
Kościół Zbawiciela – kościół parafialny parafii ewangelicko-augsburskiej należący do diecezji wrocławskiej. Znajduje się w Cieplicach Śląskich-Zdroju, dzielnicy Jeleniej Góry.

## Historia
Jest to świątynia wzniesiona w latach 1774–1777 według projektu Demusa z Jeleniej Góry. Budowla jest jednonawowa i posiada empory. Nakrywa ją łamany czterospadowy dach. Charakteryzuje się barokowo-klasycystycznym wyposażeniem wnętrza. W okresie letnim miejsce koncertów organowych. 

## Galeria

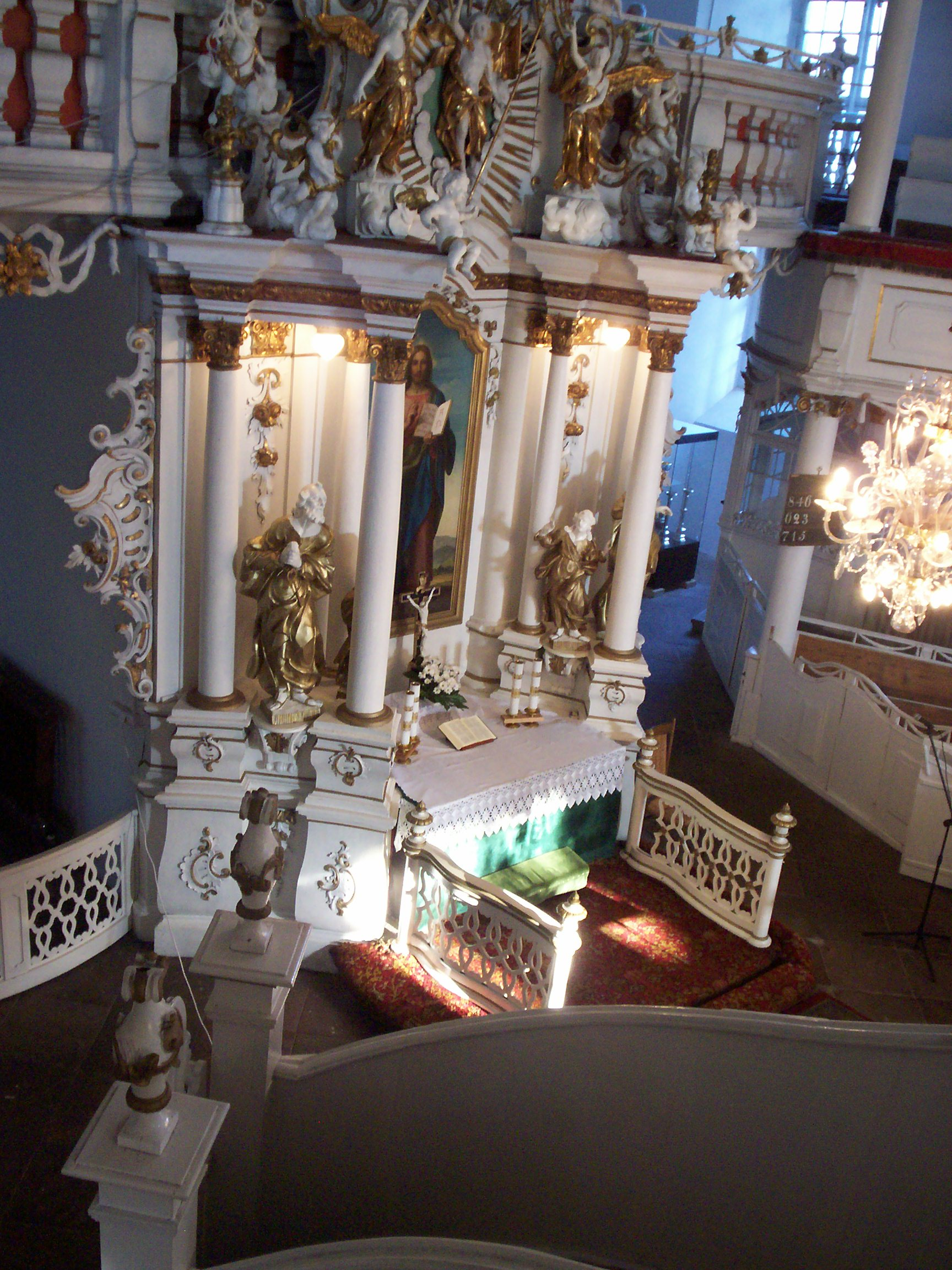
Ołtarz
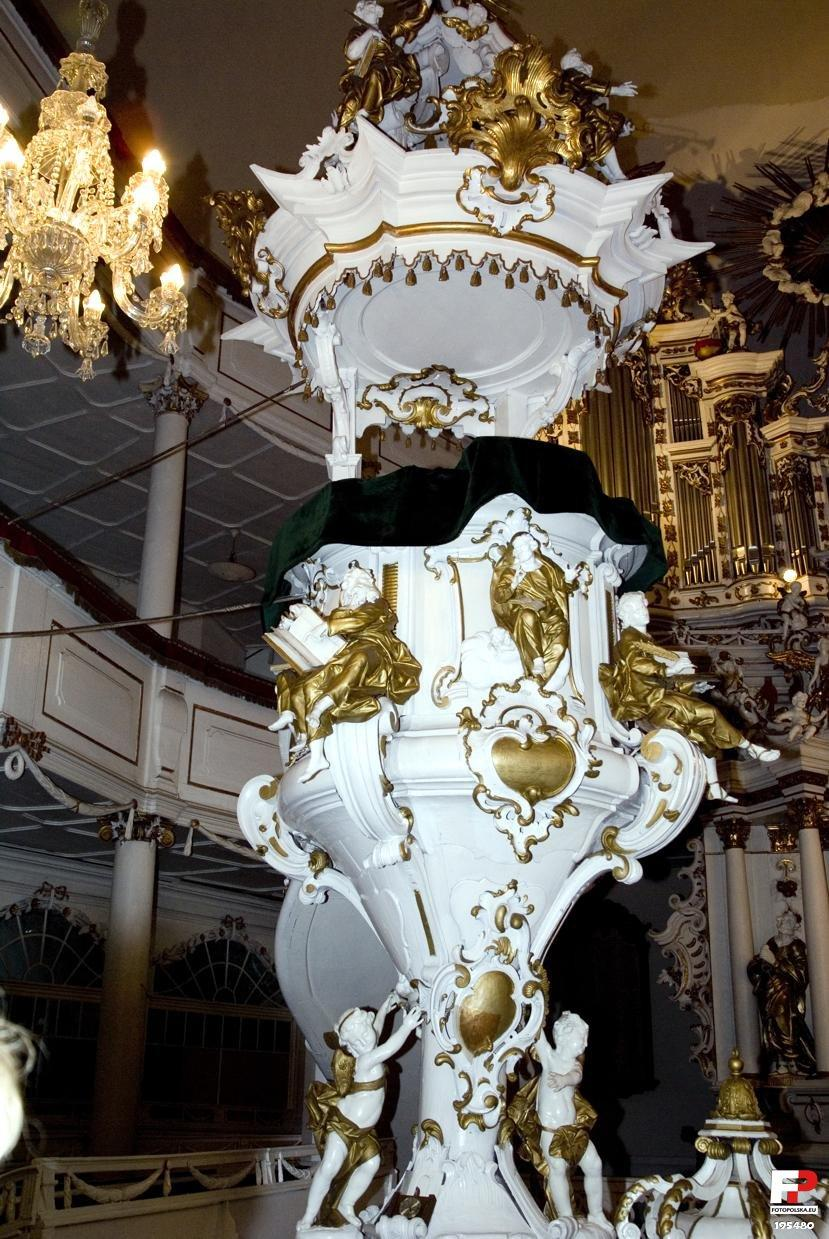
Ambona
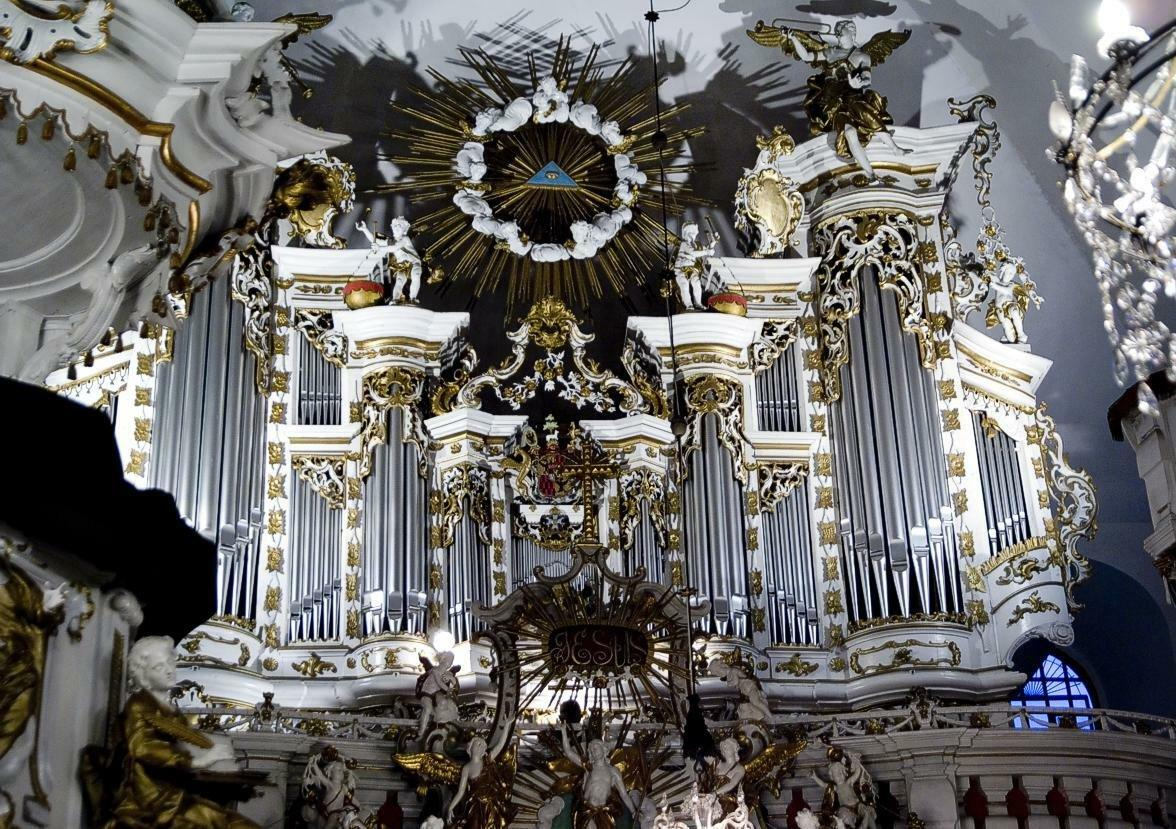
Organy